# Stellidia
Stellidia là một chi bướm đêm thuộc họ Erebidae.